# Татарщизна
Татарщизна, також Татарщина (біл. Татаршчызна, Татаршчына) — зупинний пункт Мінського відділення Білоруської залізниці в Молодечненському районі Мінської області. 
Зупинний пункт розташований поруч із с. Загорське. Поруч із зупинковим пунктом розташоване садівниче товариство. Недалеко від станції проходить траса P28, Розташований у селі Татарщина; на лінії Мінськ-Пасажирський — Молодечно, поміж зупинними пунктами М'ясота і Криниця.

## У дорозі
Час у дорозі з усіма зупинками від станції Мінськ-Пасажирський близько 92 хвилин.